# Чмих Микола Петрович
Микола Петрович Чмих (22.08.1956 р., м. Харків) — технічний директор команди XADO Motorsport. В минулому автогонщик, член збірної команди УРСР. Чемпіон України з шосейно-кільцевих перегонів, 1983–1984 рр. призер Чемпіонатів СРСР з шосейно-кільцевих перегонів. 1985–1987 рр. призер міжнародного змагання з кільцевих перегонів в Чехії, призер міжнародного змагання з гірських перегонів «Альпійсько-Дунайський Кубок» в Німеччині. В 1990-брав участь в міжнародній серії з шосейно-кільцевих перегонів «FORD-FIESTA CUP». Зараз голова технічного комітету Автомобільної Федерації України, керівник школи водійської майстерності М-спорт". За фахом — інженер-будівник. Майстер спорту СРСР з автомобільного спорту .

## Біографія
В 1979 р. закінчив Харківський автомобільно-дорожний інститут. З 1979 по 1981 рік служив в Радянській армії командиром ремонтної роти в автомобільному батальйоні. Після служби в армії працював викладачем в автошколі. В 1995 р. організував ТОВ М-спорт, яке займається підготовкою спортивної техніки для автоперегонів, а також вихованням автогонщиків. Займається технічною підготовкою автомобілів гоночної команди XADO Motorsport.
Одружений, має двох синів.
Старший — Чмих Микола (мол) — гонщик харківської команди з автоперегонів XADO Motorsport, молодший — Чмих Кирило, гонщик команди M-sport.

## Спортивні досягнення
Дворазовий Чемпіон України й призер чемпіонатів СРСР
Багаторазовий переможець етапів Чемпіонату України з шосейно-кільцевих перегонів